# 譚家三輾五形拳
譚家三輾五形拳，中國武術門派，屬「南拳」類。

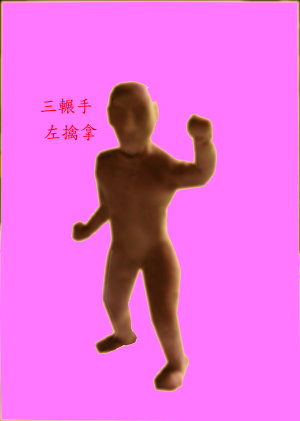
三輾手

二百多年前，譚義均於福建追隨法感上人六年，學到三輾拳、大小五形拳、少林棍法等。後返鄉間廣東番禺沙塘村，教授村民子弟。三傳譚敏，將四平馬改為二字鉗羊馬，精鐵線拳(洪家)。四傳譚安，加入了鄒家八卦棍。七傳潭漢，二戰(和平)後來到香港發展，有“棍王”雅號。

## 相關鏈接
- 南拳
- 中國武術
- 中國武術門派